# Sainte-Rose (Guadeloupe)
Sainte-Rose is een gemeente in Guadeloupe op het eiland Basse-Terre, en telt 17.985 inwoners (2019). De oppervlakte bedraagt 118 km². Het ligt ongeveer 20 km ten noordwesten van Pointe-à-Pitre.

## Geschiedenis
In 1635 werd het gebied gekoloniseerd door 400 Fransen en 4 Dominicanen. Bij de monding van de Petit Fort-rivier werden twee forten gebouwd, maar er zijn restanten van overgebleven. Vanaf 1650 werden suikerrietplantages gesticht in het gebied. De gemeente heette oorspronkelijk Grand Cul de Sac Marin, maar werd in 1790 gewijzigd in Sainte-Rose ter ere van Rosa van Lima.
De kust werkt gekenmerkt door mangrovebossen en vele kleine eilandjes in de baai van Grand Cul-de-Sac Marin.

## Plage de Clugny
Plage de Clugny is een strand gelegen tussen Grande Anse en Sainte-Rose. Het heeft beige zand en rustig water. Het is geschikt voor kinderen en niet te druk. Bij helder weer is er uitzicht op het eiland Montserrat.

## Galerij

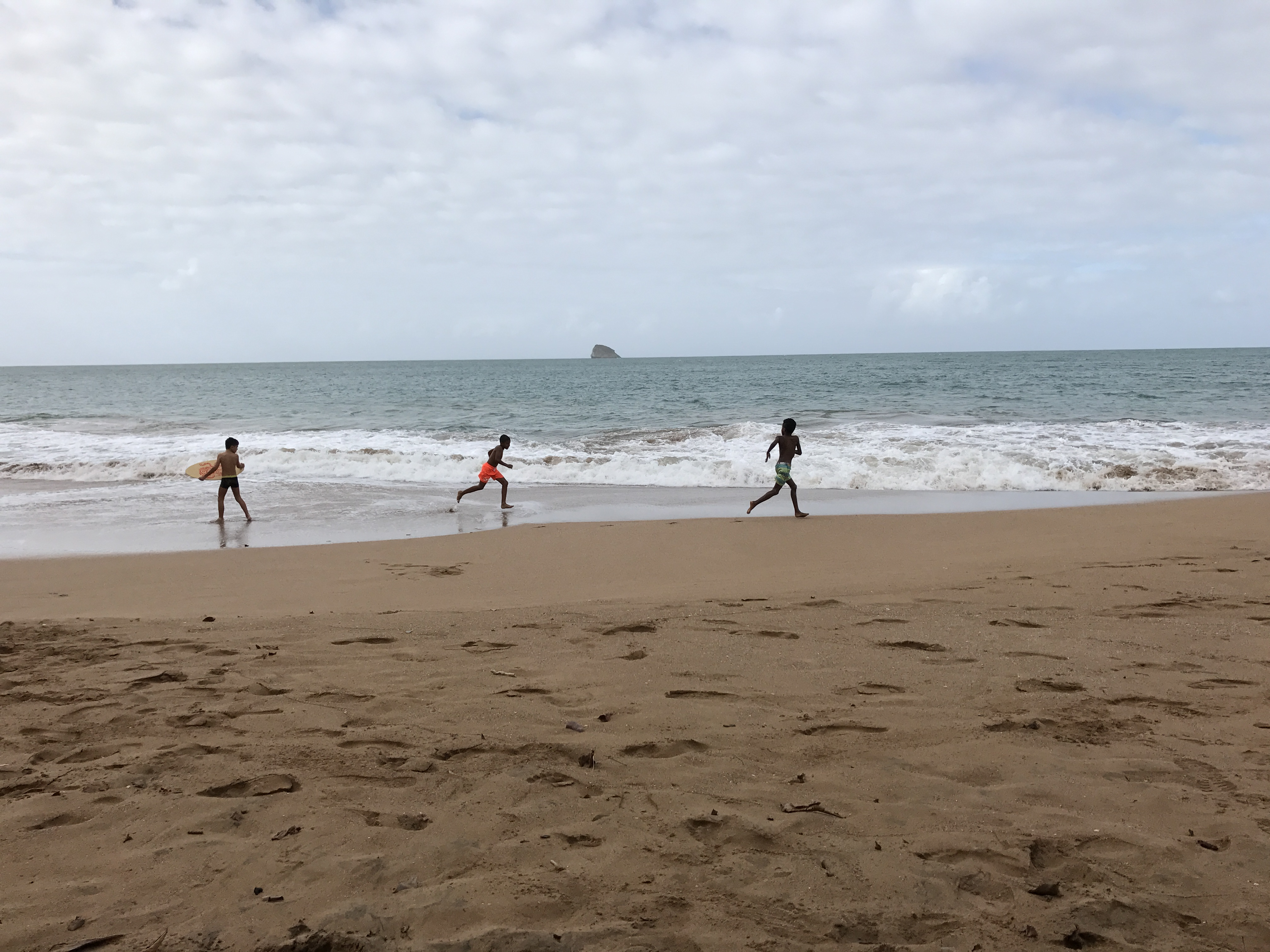
Plage de Cluny
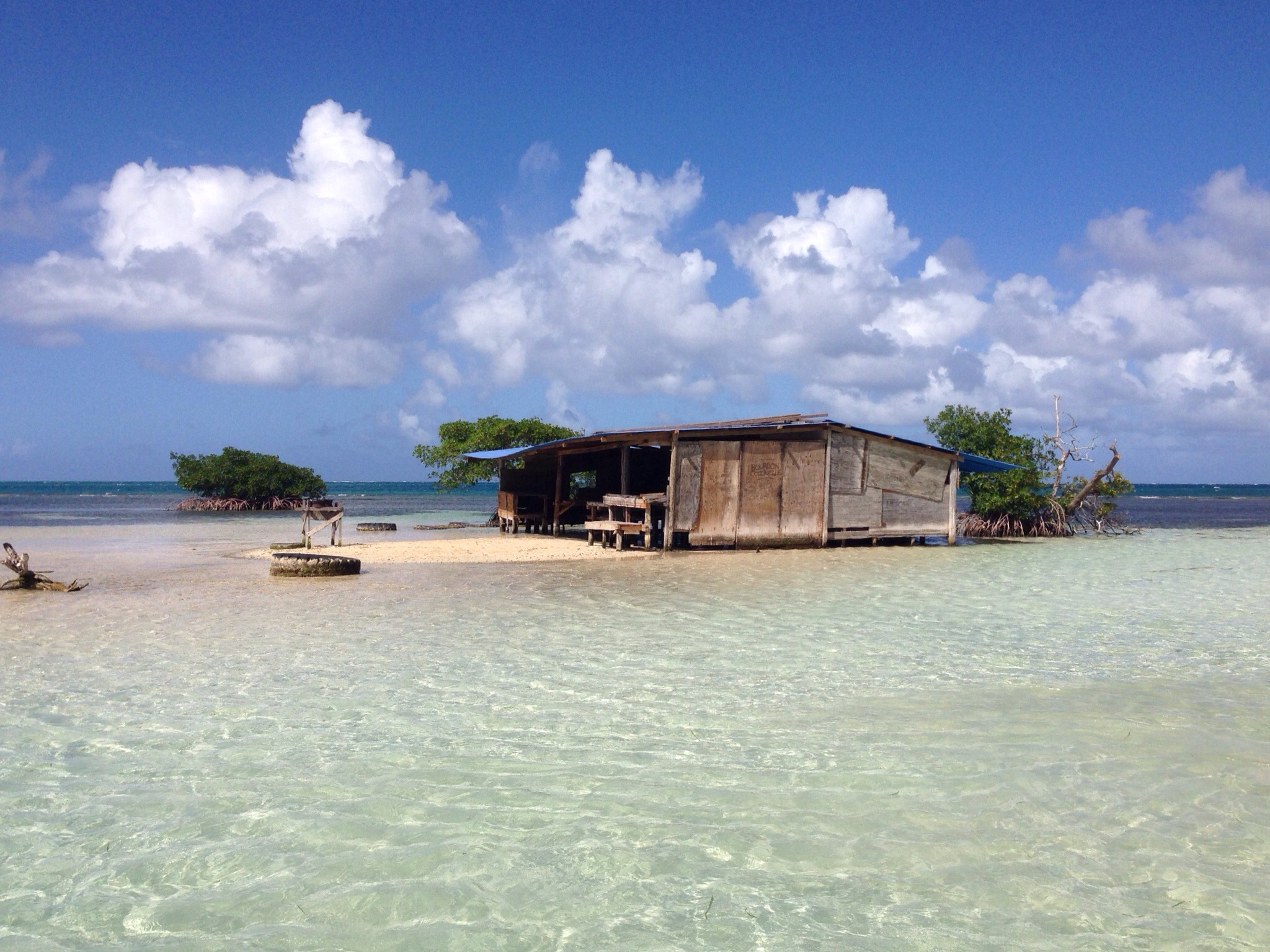
Huis op Grand Cul-de-Sac Marin
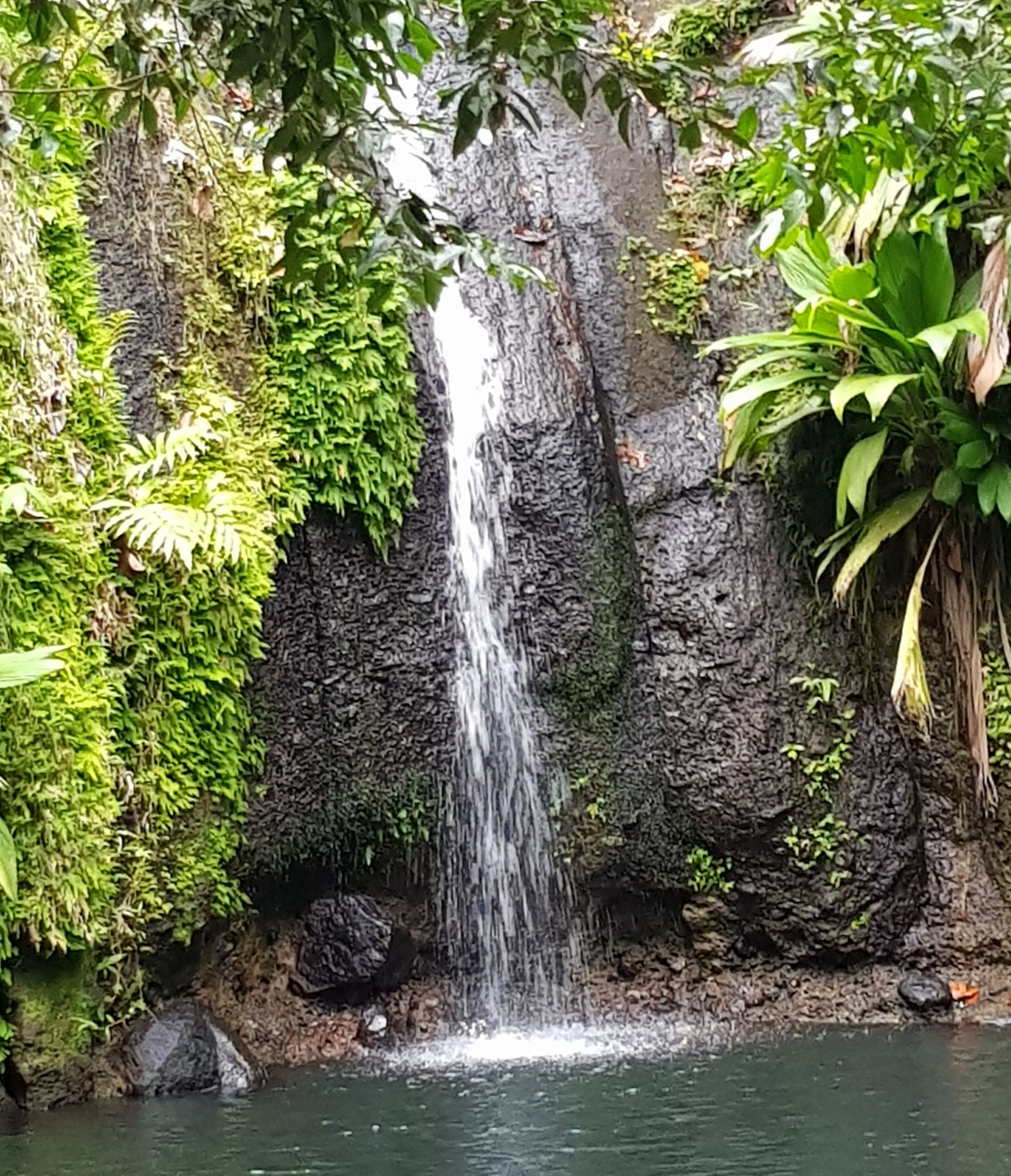
Waterval Cascade Garry
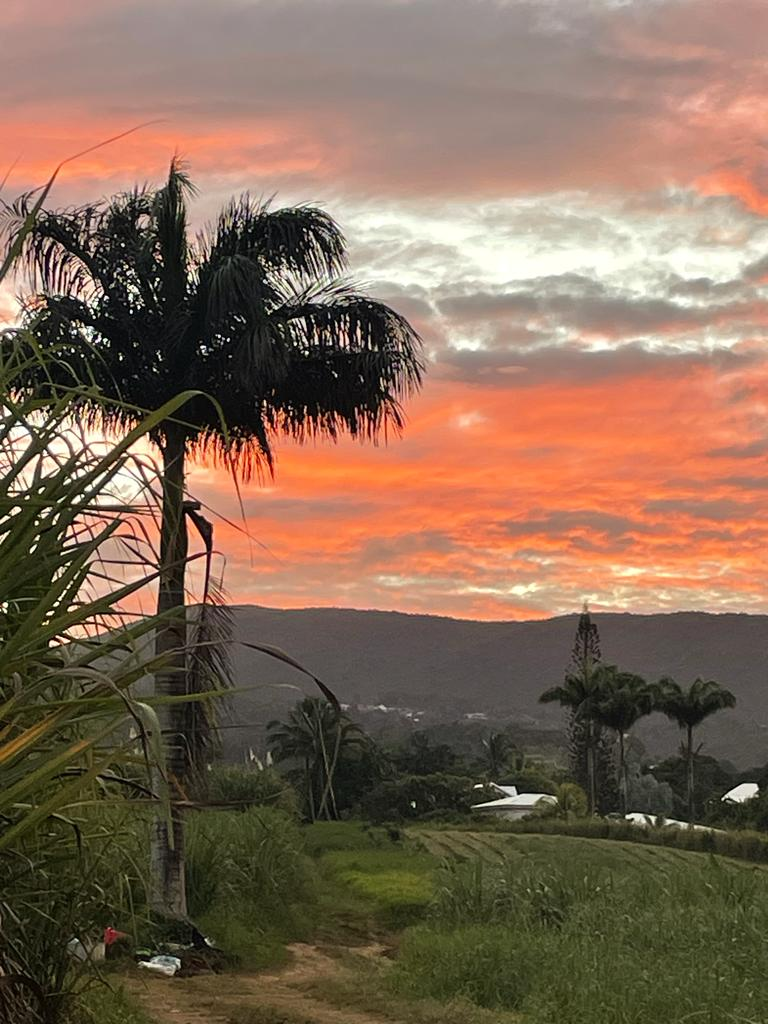
Zonsondergang in Sainte-Rose

- MusicBrainz: e87ffa3b-1502-4651-b50e-eeb1a1ae2cd8

Les Abymes · Anse-Bertrand · Baie-Mahault · Baillif · Basse-Terre · Bouillante · Capesterre-Belle-Eau · Capesterre-de-Marie-Galante · Deshaies · La Désirade · Le Gosier · Gourbeyre · Goyave · Grand-Bourg · Lamentin · Morne-à-l'Eau · Le Moule · Petit-Bourg · Petit-Canal · Pointe-à-Pitre · Pointe-Noire · Port-Louis · Saint-Claude · Sainte-Anne · Sainte-Rose · Saint-François · Saint-Louis · Terre-de-Bas · Terre-de-Haut · Trois-Rivières · Vieux-Fort · Vieux-Habitants